# Lewica (Fraktion)

Logo von Lewica

Lewica (deutsch: die Linke) war eine Fraktion im Sejm und ein Wahlprojekt des Sojusz Lewicy Demokratycznej (Bund der Demokratischen Linken – SLD) zusammen mit Unia Pracy. Sie wurde im April 2008 nach dem Zerfall des Wahlbündnisses und der Sejmfraktion Lewica i Demokraci (Linke und Demokraten – LiD) gegründet und bestand bis September 2010, als sie zum SLD-Parlamentsklub umfirmierte. Lewica hatte sich zum Ziel gesetzt, zur Einigung linker Parteien und Organisationen sowie Gewerkschaften beizutragen. In diesem Bestreben fand sie 2019 einen Nachfolger in der Sammelliste Lewica. Die Lewica-Fraktion gehörte der Sozialistischen Internationale an und stand für eine sozialdemokratische Politik.

## Sejmfraktion
Der Sejmfraktion gehörten die folgenden 42 Abgeordneten (37 davon sind Mitglieder des SLD, die restlichen 5 sind parteilos) an, die alle ursprünglich über die Liste der LiD in den Sejm gewählt wurden:
- Romuald Ajchler (parteilos)
- Leszek Aleksandrzak
- Anna Bańkowska (parteilos)
- Anita Błochowiak
- Eugeniusz Czykwin
- Tomasz Garbowski
- Witold Gintowt-Dziewałtowski
- Henryk Gołębiewski
- Tadeusz Iwiński
- Izabela Jaruga-Nowacka (parteilos)
- Ryszard Kalisz
- Tomasz Kamiński
- Witold Klepacz
- Jan Kochanowski
- Sławomir Kopyciński
- Janusz Krasoń
- Krystyna Łybacka
- Wacław Martyniuk
- Zbigniew Matuszczak
- Jarosław Matwiejuk (parteilos)
- Krzysztof Matyjaszczyk
- Henryk Milcarz
- Tadeusz Motowidło
- Grzegorz Napieralski
- Wojciech Olejniczak
- Artur Ostrowski
- Wojciech Pomajda (parteilos)
- Stanisława Prządka
- Stanisław Rydzoń
- Joanna Senyszyn
- Stanisław Stec
- Elżbieta Streker-Dembińska
- Wiesław Szczepański
- Jerzy Szmajdziński
- Jolanta Szymanek-Deresz
- Tadeusz Tomaszewski
- Jerzy Wenderlich
- Marek Wikiński
- Bogusław Wontor
- Stanisław Wziątek
- Ryszard Zbrzyzny
- Janusz Zemke